# Штајнберг (Шлесвиг)
Штајнберг (њем. Steinberg) општина је у њемачкој савезној држави Шлезвиг-Холштајн. Једно је од 134 општинска средишта округа Шлезвиг-Фленсбург. Према процјени из 2010. у општини је живјело 937 становника. Посједује регионалну шифру (AGS) 1059164.

## Географски и демографски подаци
Штајнберг се налази у савезној држави Шлезвиг-Холштајн у округу Шлезвиг-Фленсбург. Општина се налази на надморској висини од 9 метара. Површина општине износи 16,2 km². У самом мјесту је, према процјени из 2010. године, живјело 937 становника. Просјечна густина становништва износи 58 становника/km².